# William Howard Feindel
William Howard Feindel est un médecin, neurologue, neurochirurgien et chercheur québécois né le 12 juillet 1918 à Bridgewater (Nouvelle-Écosse) et mort le 12 janvier 2014 à Montréal (Québec) à l'âge de 95 ans.
Il fut un boursier Rhodes, détenteur d'un doctorat en philosophie de la Oxford University.
Il fut le directeur du Département de neurologie et de neurochirurgie de l'Université McGill et neurochirurgien en chef de l'hôpital Royal Victoria de Montréal.
En 2001, l'Université McGill a créé la chaire William-Feindel' en neuro-oncologie en son honneur.

## Distinctions
- 1973 - Membre de la Société royale du Canada
- 1982 - Officier de l'Ordre du Canada
- 2002 - Grand officier de l'Ordre national du Québec
- 2003 - Intronisé au Temple de la renommée médicale canadienne
- 2004 - Grands Montréalais